# Mya go
MyaGO es una serie preescolar de dibujos animados creada por Alan Foley y Gilly. La serie, coproducida entre el estudio Piranha Bar de Irlanda y Motion Pictures en España, fue estrenada en RTE (República de Irlanda) en abril de 2017. Es una coproducción con RTVE, BAI, PIL Animation, Screen Ireland, TV3 y Globosat que cuenta con el apoyo de ICEC en Cataluña. El editor es Sam Morrison, guionista británico que ha participado también en series como Peppa Pig, Ben & Holly, Octonauts y otras.

## Personajes principales
| NOMBRE      | |
| ----------- | --- |
| Mya Go      | Le gusta ir a todas partes y hacer de todo. Le encanta hacer cosas grandes, como hacer volar una cometa o ir de vacaciones, pero también le entusiasma hacer cosas pequeñas, como pasear por el bosque o ir a la tienda.                                                                   |
| Tommy Stop  | El mejor amigo de Mya Go, Tommy Stop, evita que los otros hagan tonterías, como correr con unas tijeras o sentarse demasiado cerca de la tele. Así pues, si Mya Go hace alguna tontería, siempre puede contar que el serio Tommy Stop la detendrá justo a tiempo.                          |
| Susie Play  | La mejor amiga de Mya, Susie Play. Le encanta jugar a todo: al fútbol, al ajedrez... y tocar todos los instrumentos: la guitarra, el piano... Cualquier cosa que se os ocurra, ella la domina. Si Mya Go busca un compañero de juego, siempre puede contar con la entusiasta Susie Play... |
| Emily Share | Otra de las mejores amigas Mya Go, Emily Share, le encanta compartir: patines en línea, ropa, naranjas, cualquier cosa, ella la compartirá. Así pues, si la Mya Go necesita algo, siempre puede contar con la tímida pero encantadora Emily Share...                                       |

## Temporadas e idiomas
MyaGO cuenta con 3 temporadas de 52 capítulos cada una. La primera y segunda fueron producidas al mismo tiempo entre marzo del 2017 y junio del 2019. Una tercera temporada de 52 capítulos está actualmente en producción y se prevé su finalización en junio del 2021. 
La serie cuenta con las siguientes versiones (doblajes): inglés, catalán, español peninsular, español americano, hebreo, polaco, árabe, sueco, finés, euskera y portugués.

## Canales que emiten la serie
- RTÉ en la República de Irlanda,
- TVE, TV3, RTVE, ETB en España,
- Channel 5 (Milkshake) en UK,
- Discovery Kids en MENA,
- YLE en Finlandia,
- SVT en Suecia,
- Hop en Israel,
- TVNZ en Nueva Zelanda,
- Televisa en México,
- Globoplay, Canais Globo (Gloob y Gloobinho) en Brasil
- RTP2 en Portugal
- MiniMini+ en Polonia.